# Everybody's Talking About Jamie (filme)
Everybody's Talking About Jamie (bra: Todos Estão Falando sobre Jamie) é um filme de drama musical dirigido por Jonathan Butterell (em sua estreia na direção) a partir de um roteiro de Tom MacRae baseado no musical de mesmo nome. O filme é estrelado por Max Harwood, Sarah Lancashire, Lauren Patel, Shobna Gulati, Ralph Ineson, Adeel Akhtar, Samuel Bottomley, Sharon Horgan e Richard E. Grant.

## Sinopse
Jamie New tem 16 anos e não se encaixa muito bem. Em vez de seguir uma carreira "de verdade", ele sonha em se tornar uma drag queen. Incerto sobre seu futuro, Jamie sabe de uma coisa: ele será uma sensação. Apoiado por sua mãe amorosa e seus amigos incríveis, Jamie supera o preconceito, bate nos agressores e sai da escuridão para o centro das atenções.